# شاهزاده محمد برهان‌الدین
شاهزاده محمد برهان الدین (ترکی عثمانی: شهزاده محمد برهان الدین; ۱۹ دسامبر ۱۸۸۵–۱۵ ژوئن ۱۹۴۹)شاهزاده عثمانی، پسر سلطان عبدالحمید دوم از همسر مزیدمستان قادین بود.

## اوایل زندگی
شاهزاده محمد برهان الدین در ۱۹ دسامبر ۱۸۸۵ در کاخ یلدیز به دنیا آمد. پدرش سلطان عبدالحمید دوم و مادرش مزیدمستان قادین دختر کیمات میکانبا نام داشت. او هشتمین فرزند و چهارمین پسر پدر و تنها فرزند مادرش بود. سلطان عبدالحمید نام او را به یاد برادر کوچکش، شهزاده محمد برهان الدین، نهاد.

## حرفه
در ژوئن ۱۸۹۰،در چهار سالگی، برهان الدین توسط پدرش به نیروی دریایی اعزام شد. چهار ساله، برهان الدین توسط پدرش در نیروی دریایی استخدام شد. به او اورهانیه آهنین عثمانی منصوب شد. او و شهزاده ابراهیم توفیق با لباس نیروی دریایی در مقابل هنگ نیروی دریایی در دسته‌های سلام ادای احترام کردند. در ۱۸ ژوئن ۱۸۹۳، در سن هفت سالگی، درجه ستوان فرماندهی به او داده شد. در همان سال سرود نیروی دریایی را ساخت. در ۶ فوریه ۱۹۱۶، در طول جنگ جهانی اول، درجه ستوان فرماندهی به او داده شد. در ۲۹ ژوئیه ۱۹۱۸، او به درجه کاپیتان ارتقا یافت.
در سال ۱۹۰۳، در دیدار پسران قیصر ویلهلم دوم، ویلهلم، ولیعهد آلمان و شاهزاده ایتل فردریش از پروس. سلطان عبدالحمید برهان الدین و توفیق پاشا را وزیر امور خارجه به استقبال شاهزادگان منصوب کرد. برهان الدین از شاهزادگان استقبال کرد و توفیق وظیفه ترجمه را در این دیدار انجام داد.در اکتبر ۱۹۱۵، وی از وین بازدید کرد و تا پایان سال ۱۹۲۱ در هتل بریستول در آنجا اقامت داشت.

## زندگی شخصی
برهان الدین علاوه بر تحصیلات رسمی، موسیقی و هنر نیز آموخت. ویولونسل می‌نواخت. ویلا در محوطه کاخ یلدیز به او اختصاص داده شده بود. او همچنین یک عمارت در Yeniköy داشت.
همسر اول او Emine Nurbanu Hidayet Hanım بود. او در سال ۱۸۹۱ به دنیا آمد. پدرش شاهزاده محمد رفیق بیگ آچبا و مادرش شاهزاده مهشرف هانیم امخا بود. آنها در ۱۵ ژوئیه ۱۹۰۷ در کاخ یلدیز ازدواج کردند. بلافاصله پس از ازدواج او دچار سقط جنین شد. در ۲۶ نوامبر ۱۹۱۱، تنها فرزندش، پسری به نام شهزاده محمد فهرالدین را در کاخ نیشانتاشی به دنیا آورد. پس از طلاق، هدایت در سال ۱۹۴۶ در سیواس درگذشت.
همسر دوم او علی ملک نازلیار هانیم بود. او با اصالت چرکسی در ۱۳ اکتبر ۱۸۹۲ در استانبول به دنیا آمد. آنها در ۷ ژوئن ۱۹۰۹ در کاخ Nişantaşı ازدواج کردند. او مادر ارطغرل عثمان متولد ۱۸ اوت ۱۹۱۲ بود و از سال ۱۹۹۴ تا زمان مرگ او در سال ۲۰۰۹ به عنوان رئیس خانه عثمان خدمت کرد. آنها در سال ۱۹۱۹ طلاق گرفتند، پس از آن نازلیار با مهمت کاویت بی، وزیر دارایی اتحادیه‌گرایان ازدواج کرد. او پدر یالچین شاعر بود. او در سال ۱۹۲۶ به دلیل مشارکت در ترور ازمیر، که یک سوء قصد نافرجام علیه مصطفی کمال آتاتورک، اولین رئیس‌جمهور ترکیه بود، اعدام شد.نازلیار در ۳۱ اوت ۱۹۷۶ در آنکارا، ترکیه درگذشت.
همسر سوم او جورجینا لئونورا موسلمانز، بانوی هلندی بود. او در ۲۳ اوت ۱۹۰۰ در Bergen op Zoom هلند به دنیا آمد. آنها در ۲۹ آوریل ۱۹۲۵ در پاریس، فرانسه ازدواج کردند. عروسی در همان سال لغو شد. جورجینا در سال۱۹۶۹ درگذشت. چهارمین و آخرین همسر او السی دمینگ جکسون، یک بیوه ثروتمند آمریکایی بود. او در ۶ سپتامبر ۱۸۷۹ در نیویورک متولد شد و شش سال از او بزرگتر بود. آنها در ۳ ژوئیه ۱۹۳۳ در نیویورک ازدواج کردند. السی در ۱۲ مه ۱۹۵۲ در سن هفتاد و دو سالگی در نیویورک درگذشت.

## دوران اخیر زندگی و وفات
در ۲۷ آوریل ۱۹۰۹، عبدالحمید برکنار شد و به تسالونیکی تبعید شد. پس از سقوط سالونیک به یونان در سال ۱۹۱۲، عبدالحمید نیز به استانبول بازگشت و در کاخ بیلربی ساکن شد، جایی که در سال ۱۹۱۸ درگذشت. پس از برکناری عبدالحمید، او روابط نزدیکی از اتحادیه‌گرایان برقرار کرد که می‌توانست از او در برابر دشمن محافظت کند. در سال ۱۹۱۳ به او پیشنهاد تاج و تخت آلبانی داده شد که او آن را انکار کرد. در سال ۱۹۲۱ به او پیشنهاد تاج و تخت عراق نیز داده شد، اما انگلیسی‌ها با این تصمیم مخالفت کردند. برهان الدین و خانواده اش سپس در سوئیس ساکن شدند.
در تبعید خانواده امپراتوری در مارس ۱۹۲۴، برهان الدین و خانواده اش قبلاً در خارج از کشور بودند. آنها در نیس و سپس در پاریس ساکن شدند. در سال ۱۹۳۰ برهان الدین به نیویورک نقل مکان کرد. در آنجا به عنوان عضو یک شرکت بزرگ نفتی ماهیانه ۲۰۰۰ دلار حقوق می‌گرفت. او برخلاف خواهر و برادرش از مشکلات مالی و فقر رنج نمی‌برد. در نیویورک، او در خیابان پنجم، ثروتمندترین محله نیویورک زندگی می‌کرد.
محمد برهان الدین در ۱۵ ژوئن ۱۹۴۹ بر اثر سکته قلبی در شصت و سه سالگی در نیویورک درگذشت. جسد او را به استانبول آوردند، اما دولت اجازه ورود به آن‌ها را نداد و پس از آن پیکرش را به سوریه بردند و در مسجد سلطان سلیم دمشق به خاک سپردند.

## افتخارات

### افتخارات عثمانی
- فرمان خاندان عثمان[۳۵]
- نشان افتخار، نگین دار[۳۶]
- مرتبه امتیاز، نگین دار[۳۷]
- نشان عثمانیه، نگین دار[۳۸]
- نشان مجیدی، نگین دار[۳۹]
- مدال امتیاز، نقره[۴۰]؛ طلا[۴۱]
- مدال لیکات، طلا[۴۲]
- مدال هیکاز دمیریولو، طلا[۴۳]
- مدال افتخار صنعتی، طلا[۴۴]
- مدال جنگ یونان، طلا[۴۵]

### انتصابات نظامی

#### درجات نظامی و انتصابات نیروی دریایی
- ۱۸ ژوئن ۱۸۹۳: ستوان فرمانده نیروی دریایی عثمانی
- ۶ فوریه ۱۹۱۶: فرمانده نیروی دریایی عثمانی
- ۲۹ ژوئیه ۱۹۱۸: کاپیتان، نیروی دریایی عثمانی

| نام                                                                                   | تولد                                                      | مرگ                                                       | یادداشت |
| نوشته Hidayet Hanım (ازدواج ۱۹۰۸ - طلاق گرفته؛ ۱۸۹۱–۱۹۴۶)                             | نوشته Hidayet Hanım (ازدواج ۱۹۰۸ - طلاق گرفته؛ ۱۸۹۱–۱۹۴۶) | نوشته Hidayet Hanım (ازدواج ۱۹۰۸ - طلاق گرفته؛ ۱۸۹۱–۱۹۴۶) | نوشته Hidayet Hanım (ازدواج ۱۹۰۸ - طلاق گرفته؛ ۱۸۹۱–۱۹۴۶) |
| ------------------------------------------------------------------------------------- | --------------------------------------------------------- | --------------------------------------------------------- | --- |
| شهزاده محمد فهردین                                                                    | ۲۶ نوامبر ۱۹۱۱                                            | ۱۳ ژوئیه ۱۹۶۸                                             | در کاخ Nişantaşı متولد شد. در ۳۱ اوت ۱۹۳۳ در پاریس با کاترین پاپادوپولوس یونانی ازدواج کرد (پاریس، ۲۰ مه 1914). – آتن، ۱۵ ژوئن ۱۹۴۵)، بدون شماره؛ در تبعید در شهر نیویورک درگذشت و در آنجا به خاک سپرده شد |
| توسط Nazlıyar Hanım (ازدواج ۷ ژوئن ۱۹۰۹ - طلاق گرفته ۱۹۱۹؛ ۱۳ اکتبر ۱۸۹۲–۳۱ اوت ۱۹۷۶) |                                                           |                                                           | |
| ارطغرل دوم عثمان پنجم                                                                 | ۱۸ اوت ۱۹۱۲                                               | ۲۳ سپتامبر ۲۰۰۹                                           | در کاخ Nişantaşı متولد شد. دو بار بدون مشکل ازدواج کرد. در استانبول ترکیه درگذشت |

## در فرهنگ عامه
- در سریال پایتخت: عبدالحمید ۲۰۱۷، شهزاده محمد برهان الدین توسط بازیگر ترکیه ای اولاشجان کوتلو به تصویر کشیده شده‌است.

## اصل و نسب
|  |                               |  |  |  |  |  |  |  |  | ۸. محمود دوم |  |  |  |
|  |                               |  |  |  |  |  |  |  |  |              |  |  |  |
|  |                               |  |  |  |  |  |  |  |  |              |  |  |  |
|  |                               |  |  |  |  |  |  |  |  |              |  |  |  |
|  | 4. عبدالمجید یکم              |  |  |  |  |  |  |  |  |              |  |  |  |
|  |                               |  |  |  |  |  |  |  |  |              |  |  |  |
|  |                               |  |  |  |  |  |  |  |  |              |  |  |  |
|  |                               |  |  |  |  |  |  |  |  |              |  |  |  |
|  | ۹. بزم عالم سلطان             |  |  |  |  |  |  |  |  |              |  |  |  |
|  |                               |  |  |  |  |  |  |  |  |              |  |  |  |
|  |                               |  |  |  |  |  |  |  |  |              |  |  |  |
|  |                               |  |  |  |  |  |  |  |  |              |  |  |  |
|  | 2. عبدالحمید دوم              |  |  |  |  |  |  |  |  |              |  |  |  |
|  |                               |  |  |  |  |  |  |  |  |              |  |  |  |
|  |                               |  |  |  |  |  |  |  |  |              |  |  |  |
|  |                               |  |  |  |  |  |  |  |  |              |  |  |  |
|  |                               |  |  |  |  |  |  |  |  |              |  |  |  |
|  |                               |  |  |  |  |  |  |  |  |              |  |  |  |
|  |                               |  |  |  |  |  |  |  |  |              |  |  |  |
|  |                               |  |  |  |  |  |  |  |  |              |  |  |  |
|  | ۵. تیرمژگان قادین             |  |  |  |  |  |  |  |  |              |  |  |  |
|  |                               |  |  |  |  |  |  |  |  |              |  |  |  |
|  |                               |  |  |  |  |  |  |  |  |              |  |  |  |
|  |                               |  |  |  |  |  |  |  |  |              |  |  |  |
|  |                               |  |  |  |  |  |  |  |  |              |  |  |  |
|  |                               |  |  |  |  |  |  |  |  |              |  |  |  |
|  |                               |  |  |  |  |  |  |  |  |              |  |  |  |
|  |                               |  |  |  |  |  |  |  |  |              |  |  |  |
|  | 1. Şehzade Mehmed Burhaneddin |  |  |  |  |  |  |  |  |              |  |  |  |
|  |                               |  |  |  |  |  |  |  |  |              |  |  |  |
|  |                               |  |  |  |  |  |  |  |  |              |  |  |  |
|  |                               |  |  |  |  |  |  |  |  |              |  |  |  |
|  |                               |  |  |  |  |  |  |  |  |              |  |  |  |
|  |                               |  |  |  |  |  |  |  |  |              |  |  |  |
|  |                               |  |  |  |  |  |  |  |  |              |  |  |  |
|  |                               |  |  |  |  |  |  |  |  |              |  |  |  |
|  | 6. Kaymat Mikanba             |  |  |  |  |  |  |  |  |              |  |  |  |
|  |                               |  |  |  |  |  |  |  |  |              |  |  |  |
|  |                               |  |  |  |  |  |  |  |  |              |  |  |  |
|  |                               |  |  |  |  |  |  |  |  |              |  |  |  |
|  |                               |  |  |  |  |  |  |  |  |              |  |  |  |
|  |                               |  |  |  |  |  |  |  |  |              |  |  |  |
|  |                               |  |  |  |  |  |  |  |  |              |  |  |  |
|  |                               |  |  |  |  |  |  |  |  |              |  |  |  |
|  | 3. Mezidimestan Kadın         |  |  |  |  |  |  |  |  |              |  |  |  |
|  |                               |  |  |  |  |  |  |  |  |              |  |  |  |
|  |                               |  |  |  |  |  |  |  |  |              |  |  |  |